# Anthony Ascham

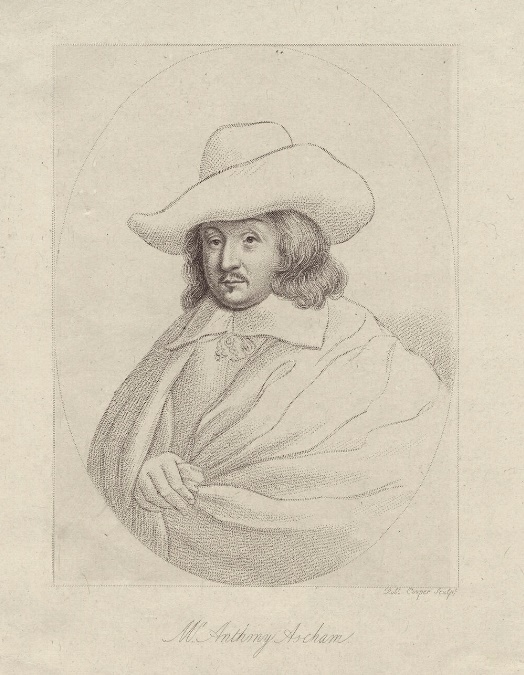
Anthony Ascham, grabado a puntos de Robert Cooper, Londres, National Portrait Gallery.

Anthony Ascham (Boston (Lincolnshire), c. 1614-Madrid, 1650) fue un político y parlamentario británico, autor de tratados teóricos en favor de la forma de gobierno republicana durante la revolución inglesa; designado por el parlamento embajador en Madrid, solo dos días después de su llegada a la capital de España fue asesinado por realistas ingleses que pretendían vengar de este modo su voto a favor de la ejecución de Carlos I en la Cámara Baja.

## Biografía
Educado en Eton, en 1643 fue designado tutor del duque de York, el futuro Jacobo II de Inglaterra. En 1648 publicó A Discourse, wherein is examined what is particularly lawfull during the concussions and revolutions of Government, donde reclamaba la sumisión al nuevo gobierno y al ejército cromwelliano.
Una vez reconocida por España la república inglesa en los últimos días de 1649, con la acreditación ante el parlamento de Alonso de Cárdenas como representante español en Londres, el parlamento designó como su representante en España a Anthony Ascham, un «escritor inglés bastante oscuro», según Guizot. En nombre del Parlamento de la Commonwealth de Inglaterra John Milton se dirigió por carta el 4 de febrero al «most Serene and Potent Prince» Felipe IV de España presentándole a su embajador, al que calificaba de persona íntegra, culta y descendiente de una antigua familia, muy capacitado para tratar de aquellas materias que a ambas naciones importaban y para alcanzar acuerdos ventajosos tanto para España como para Inglaterra, encomendándole su protección. Ascham desembarcó en El Puerto de Santa María el 24 de marzo, donde fue recibido por el duque de Medinaceli que tenía orden de Madrid de darle el trato de residente del parlamento de Inglaterra y proporcionarle escolta hasta su llegada a la corte, que aún se iba a retrasar pues el consejo inició deliberaciones para tratar la cuestión de si era posible poner como condición, antes de su presentación ante el rey, que el parlamento inglés se comprometiese a no recibir representación de Portugal, contrariamente a lo que había hecho el rey difunto.
Con escolta y acompañamiento proporcionados por el duque de Medinaceli el 2 de junio llegó a Toledo, desde donde escribió se le mandase lo que había de hacer e inmediatamente se le respondió que continuase viaje y entrase en la Corte, donde podía tomar la casa que gustase y sería recibido según costumbre. Entró en Madrid el domingo día 5 por la noche, y al día siguiente Juan Bautista Ribas o Ripa, genovés, que lo acompañaba, se presentó ante el secretario de Estado para quejarse del alojamiento y denunciar la presencia de embozados en los alrededores. El secretario respondió reprochándole no haber dado cuenta de su llegada a Madrid y ofreciéndose a informar inmediatamente al rey. Pero no había trascurrido hora y medio desde esa entrevista cuando Ascham fue asesinado por realistas ingleses exiliados. Según Pedro de Répide, que lo llama Antonio Anseman, los hechos ocurrieron a las puertas de la casa donde se alojaba, propiedad de doña Elvira de Paredes, que ocupaba el solar donde ahora se encuentra el Oratorio del Caballero de Gracia, en la calle de su nombre. Los asesinos, cinco ingleses jacobitas y católicos que habían viajado a España con ese propósito, según el mismo Répide, se llamaban Gilen, Morsal, Perchor, Separt y Arms. Lo acompañaba como intérprete o secretario John Baptista de Ripa, fraile franciscano apóstata según Guizot, al que los atacantes también dieron muerte cuando intentaba escapar pidiendo auxilio.
Un año antes, el 3 de mayo de 1649, la misma suerte había corrido en La Haya el doctor Isaac Dorislaus, abogado e historiador holandés establecido en Inglaterra, donde había participado en la redacción de la acusación fiscal contra Carlos I. Enviado por el parlamento en calidad de agregado del embajador de la república ante el gobierno de los Países Bajos, el mismo día de su llegada a La Haya fue asesinado por seis encapuchados que dijeron actuar contra el representante y cómplice de los asesinos del rey y se dieron a la fuga, «sin que nadie hubiera tenido tiempo o voluntad de prenderlos».
Con un tono distinto a su carta de febrero y encabezada con un sencillo «to PHILIP the Fourth, King of SPAIN», Milton fechó una nueva carta el 28 de junio de 1650, al llegar a Inglaterra la noticia del asesinato, reclamando el castigo de quienes llamaba parricidas. Los asesinos, emigrados ingleses, no eran desconocidos e inmediatamente fueron detenidos, aunque buscaron refugio en sagrado, según Ortiz y Sanz en el hospitalito de San Andrés de los Flamencos, del que fueron extraídos por los alguaciles, lo que originó un conflicto entre la jurisdicción religiosa y la civil, presionada a su vez por Inglaterra. Finalmente el litigio se resolvió con la ejecución de uno de los implicados, al que se consideró el matador y según Guizot el único protestante que había entre ellos, entregado al brazo secular por entender que en el asesinato concurría como agravante la traición, quedando impunes los restantes. «En Holanda y en España —escribe Guizot—, la opinión popular estaba en favor de los reos, que según se decía públicamente en ambos países, no habían hecho más que castigar con un asesinato a otros grandes asesinos [...] La indulgencia de los gobiernos estaba secretamente acorde con la opinión popular; perseguían el crimen por conveniencia o por temor; pero sin deseo formal de castigarlo».